# Antofiloaia, Prahova
Antofiloaia este un sat în comuna Râfov din județul Prahova, Muntenia, România.
Așezarea este atestată documentar în 1831.